# Осман Основателят
Осман Основателят (на турски: Kuruluş Osman) е турски исторически сериал, излязъл на телевизионния екран през 2019 г. Понастоящем той е най-стария сериал в Турция, от който все още се излъчват нови епизоди, след полицейският "Опасни улици", чието излъчване започва през 2006 г., най-старият и най-гледания на телевизия ATV, като от излъчването си до днес с някои изключения е най-гледаната телевизионна програма в Турция в сряда и в трите категории за телевизионна гледаемост - особено в общата гледаемост, и единственият сериал на ATV, чието излъчване не е напълно прекратено с началото на лятната почивка през 2024 г., ставайки и единствения сериал на ATV, който е започнал преди 2024 година. Също така засега е втория по брой епизоди седмичен сериал в историята на ATV - след "Без бандити светът е невъзможен" със 199 епизода.

## Сюжет

### Сезон 1
По едно време водачът на тюркското племе кайъ Ертугрул бей създава бейлик в земите на Сьогют, който получава за дълга и вярна служба от владетеля на султанския селджукски рум Ала ад-Дин Кей-Кубад. Един ден той е извикан в Кония и временният водач на племето кайъ и в същото време уджбей но Сьогют става по-малкият му брат Дюндар, който живее дълго време в селото на по-големите си братя Сунгуртекин и Гюндоуду.
Въпреки това, главният герой на този сериал, който се развива 15 години след началото на войните на Джочидите и Хулагуидите, е Осман, който по време на пътуването на чичо си Дюндар до гръцката крепост Кулуджахисар предотвратява опит за убийство на текфур Йоргополос, поръчан от собствената му съпруга София, дъщеря на главата на Тайна византийска организация, наречена Църквата на Маргарет Янис. В същото време, освен Янис и неговите привърженици, Осман има и други врагове като селджукския санджакбей Алишар и монголските военни командири Балгай и Джеркутай, а отношенията между Дюндар и Осман постепенно се влошават.

### Сезон 2
Изминават 2 години от превземането на византийската крепост Кулуджахисар от Осман. Текфур от гръцката цитадела Инегол Алексис от чувство за отмъщение напада един от лагерите на кайъ в района на Доманич, но Осман бей бързо го побеждава в битка. Осман обаче има нови врагове – византийските военни командири Никола и Флатий, заедно с папските тайни агенти, а монголите искат да запазят Анадола под своя власт, като същевременно използват племенния водач на огузите Музаферидин Явлак – Арслан – зетят на Дюндар, а след това и синът на военния командир Байджу Нойон – Тогай.
В същото време Осман получава подкрепа в лицето на баща си Ертугрул бей, който се завръща от Кония, а след това и от самият селджукски (румелийски) султан Масуд II, въпреки че връзката му със собствения му брат Савджи за известно време придобива напрегнат характер, и в крайна сметка става новият водач на племето кайъ и уджбей на Сьогют, и в същото време баща на Орхан – роден от втората му съпруга Малхун хатун.

### Сезон 3
Изминава една година от смъртта на водача на огузкото племе кайъ Ертугрул Гази. В ръцете на Осман бей е избягалият византийски свещеник Григорий – пазач на частица от кръста, на който навремето е бил разпнат Исус Христос. В същото време владетелят на Сьогютския бейлик намира нови врагове в лицето на текфура на гръцката крепост Биледжик Рогатус Ласкарис и неговия племенник Юстиниан, наемния воин Юлия, селджукския велик везир Алемшах, ръководителят на гръцката тайна антитюркска организация Арий, водачът на тюркското племе Баяндър Баркън бей – съпругът на братовчеда на Малхун Селви Хатун, монголския военачалник Джебе.
Старите врагове на Осман (текфур Инегол Никола и монголският хан Гайхату) също напомнят за себе си. В същото време племеният водач на огузите Тургут-бей и текфурът на византийската крепост Харманкая Михал Косе стават съюзници на Осман, а Бала Рабия-хатун ражда дългоочакван син на име Алаедин.

## Актьорски състав
- Бурак Йозчивит – Осман I
- Озге Тьорер – Бала Хатун
- Нуретин Сьонмез – Бамсъ Бейрек
- Рагъп Саваш – Дюндар Бей
- Чаакан Чулха – Бахадър
- Седа Йълдъз – шейх Едебали
- Сарухан Хюнел – Алишар
- Исмаил Хаккъ Юрюн – Самса Чавуш
- Емре Басалак – Гюндюз Бей
- Емел Деде – Гонджа Хатун
- Бусе Арслан Акдениз – Айгюл Хатун
- Аслъхан Каралар – Бурчин Хатун
- Джелял Ал – Абдуррахман Гази
- Йешим Джерен Бозоолу – Хазал Хатун
- Дидем Балчън – Селджан Хатун